# Heinrich Nickel
Heinrich Nickel (ur. 5 grudnia 1894 w Wesel, zm. 2 stycznia 1979 w Lingen) – niemiecki generał, uczestnik I i II wojny światowej, w tym agresji na Polskę i Francję oraz ataku na Związek Radziecki.
W armii niemieckiej służył od 1916 roku, w szeregach której brał udział w I wojnie światowej. W czasie II wojny światowej uczestniczył w agresji na Polskę i Francję oraz ataku na Związek Radziecki. W czasie agresji na ZSRR dowodził 502 Pułkiem Piechoty, a od września 1943 roku 342 Dywizją Piechoty. Przeciw Armii Czerwonej walczył na terytorium ZSRR do 1944 roku. W styczniu 1945 roku wraz z dowodzoną 342 DP zajmował pozycje nad Wisłą, na północ od Sandomierza. Podczas ofensywy styczniowej, 342 DP którą dowodził została rozbita przez Armię Czerwoną. Z ocalałych niedobitków utworzył grupę bojową z którą został okrążony w kotle pod Halbe. Wojnę zakończył jako jeniec aliantów zachodnich.

## Ordery i odznaczenia
- Krzyż Rycerski Krzyża Żelaznego